# Бартенсхаген-Паркентин
Бартенсхаген-Паркентин (нем. Bartenshagen-Parkentin) — община в Германии, в земле Мекленбург-Передняя Померания.
Входит в состав района Бад-Доберан. Подчиняется управлению Бад Доберан-Ланд.  Население составляет 1268 человек (на 31 декабря 2010 года). Занимает площадь 15,20 км².